# Sergi Barjuan
Sergi Barjuan i Esclusa, mais conhecido por Sergi (Les Franqueses del Vallès, 28 de dezembro de 1971), é um ex-futebolista e treinador de futebol espanhol.

## Carreira

### Barcelona
Atuando na lateral-esquerda, foi revelado pelo Barcelona em 1988, jogou como profissional pelo Barcelona B de 1992 a 1994, onde foi destaque, e por conta disto, foi promovido a equipe principal dos Blaugranas, obtendo inclusive 3 Campeonatos Espanhois e uma participação final na Liga dos Campeões em 1994.

### Atlético de Madrid
Em 2002, deixa o Barcelona após o holandês Louis van Gaal declarar que o lateral não estava em seus planos, e assina contrato com o Atlético de Madrid, onde permaneceu até 2005, pendurando as chuteiras aos 34 anos.

## Títulos
Os dez títulos conquistados por Sergi durante sua carreira foram todos conquistados enquanto estava no Barcelona.
- 3 Campeonatos Espanhois (1993–94, 1997–98, 1998–99).
- 2 Copas do Rei (1996–97, 1997–98)
- 2 Supercopas da Espanha (1994, 1996)
- 1 Recopa da Europa (1996-97)
- 1 Supercopa da Europa (1997-1998)